# Barbus longifilis
 Barbus longifilis és una espècie de peix cipriniforme de la família dels ciprínids.

## Morfologia
Els mascles poden assolir els 26 cm de longitud total.

## Distribució geogràfica
Es troba a Àfrica: rius Nya-Barongo i Loama.